# رادوستیتسه
رادوستیتسه (به چکی: Radostice) یک منطقهٔ مسکونی در جمهوری چک است که در ناحیه برنو-تسوونتری واقع شده‌است. رادوستیتسه ۴٫۳۶ کیلومتر مربع مساحت و ۷۳۳ نفر جمعیت دارد و ۲۸۴ متر بالاتر از سطح دریا واقع شده‌است.